# Yigoga khorassana
Yigoga khorassana är en fjärilsart som beskrevs av Brandt 1941. Yigoga khorassana ingår i släktet Yigoga och familjen nattflyn. Inga underarter finns listade i Catalogue of Life.